# Шмаровин, Владимир Егорович
Владимир Егорович Шмаровин (1847—1924) — московский меценат.  

## Биография
Владимир Егорович Шмаровин окончил курсы счетоводов и поступил на службу бухгалтером к московскому купцу Полякову. Женившись на его дочери, Аграфене (Агриппине) Александровне, он стал богатым человеком и, страстно влюблённый в живопись, стал собирать картины и старинную русскую утварь — ковши, ларцы, чашки, стопки, ложки.
Многим художникам он оказывал помощь; И. Н. Павлов вспоминал:

Живой, общительный, с искренним чувством дружбы к художникам, Шмаровин сделался своим человеком для многочисленной художественной братии, Шмаровин, имея личные средства, а также связи с промышленным миром, часто выручал многих художников покупками картин
В собрании Шмаровина, в частности, имелись произведения И. И. Левитана.

Любил рано приходить на Сухаревку и Владимир Егорович Шмаровин. Он считался знатоком живописи и поповского фарфора. Он покупал иногда серебряные чарочки, из которых мы пили на его «средах», покупал старинные дешёвые медные, бронзовые серьги. Он прекрасно знал старину, и его обмануть было нельзя, хотя подделок фарфора было много, особенно поповского— В. А. Гиляровский, «Москва и москвичи»

Его особняк, обыкновенный одноэтажный московский дом, стоял на углу Большой Молчановки и Борисоглебского переулка и заполнен был великолепными работами художников. Собрание своё Шмаровин составлял много лет, покупая картины на выставках. Это был своеобразный маленький музей живописи. Но не этим оказался он замечателен. После встречи с Левитаном, который, кстати, никогда не забывал, что Владимир Егорович — его первый покупатель, Шмаровин стал расширять знакомства с художниками— Е. Киселёва Рассказы о дяде Гиляе
. 
Похоронен на Ваганьковском кладбище (1 уч.). 

## «Шмаровинские среды»
Художественный кружок, созданный в 1886 году в Москве по инициативе В. Е. Шмаровина просуществовал 38 лет. Кружок объединял членов Товарищества передвижных художественных выставок, московского Товарищества художников и Союза русских художников. Собрания проходили на квартире Шмаровина в Савёловском переулке, затем на Большой Молчановке (д. 25). 
В 1918 году дом Шмаровина реквизировали под футуристические выставки, а огромный архив кружка хранился на квартире пианистки Лентовской на Большой Никитской улице (№ 46), куда переехал Шмаровин.
Архив кружка и коллекции Шмаровина после его смерти были переданы в Третьяковскую галерею.